# Porter Goss
Porter Johnston Goss (26. studenog 1938.-) je američki političar koji trenutačno obavlja dužnost direktora CIA-e. 

## Životopis
Goss je diplomirao na Yaleu 1960. godine i odmah bio regrutiran od strane CIA-e kao tajni agent. Sljedećih deset godina je proveo obavljajući tajne obavještajne operacije u Latinskoj Americi (neprovjereni podaci ga dovode u vezu s organizacijom neuspjele invazije na Zaljev svinja), a potom u Europi sve dok se 1970. godine nije teško razbolio u Londonu i bio prisiljen povući se iz službe. 
Nakon toga se posvetio privatnom biznisu, te obogatio trgujući nekretninama na Floridi. Političku karijeru je započeo 1974. kao vijećnik grada floridskog grada Sanibel, a poslije će biti izabran i za gradonačelnika. 
Godine 1988. Goss je kao član Republikanske stranke izabran za zastupnika u američkom Kongresu u 13. izbornom okrugu Floride. Nakon što su republikanci godine 1994. osvojili većinu u Zastupničkom domu Kongresa, Goss je postao predsjednikom kongresnog odbora za obavještajne službe. Iako je uživa reputaciju desničara i konzervativca, Goss je jedan od rijetkih američkih političara koji se zalaže za zaštitu okoline i podržava Protokol iz Kyota. 
Zbog svog iskustva Goss je, zajedno s ministrom Bobom Grahamom, vodio specijalnu kongresnu komisiju koja je istraživala okolnosti napada 11. rujna. Goss je tom prilikom žestoko kritizirao CIA-u zbog prevelikog oslanjanja na kancelarijske analize i nedovoljnog ulaganja u obavještajne kadrove na terenu. 
Nakon ostavke Georgea Teneta, predsjednik Bush je Gossa imenovao novim direktorom 3. lipnja 2004., a Senat ga na to mjesto potvrdio 20. rujna 2004.
5. svibnja 2006. je Porter Goss najavio svoju ostavku. O uzrocima ostavke se iznose mnoge spekulacije, od kojih su najpopularnije one o sukobu s bliskim prijateljem i današnjim direktorom obavještajnih agencija SAD Johnom Negroponteom, odnosno upetljanosti visokih dužnosnika CIA-e u korupcijski skandal. Naslijedio ga je general Michael Hayden.